# 楊子萱
楊 子萱(よう しかん、Yang TzuHsuan、2002年12月24日 - ）は、台湾の囲碁棋士。台北市出身、台湾棋院所属、五段。女子名人戦優勝、女子囲棋最強戦優勝、穹窿山兵聖杯世界女子囲碁選手権ベスト8など。

## 経歴
2014年中小学生囲棋選手権小学女子優勝。2015年中華職協囲棋道場参加、全国女子囲棋オープン戦優勝。2016年全国女子囲棋オープン戦2連覇、鈺徳杯台湾女子名人戦準優勝、女子囲棋最強戦準優勝。
2017年台湾棋院初段、女子名人戦準優勝。2018年女子名人戦準優勝、二段。2019年女子最強戦準優勝、三段。2020年女子名人戦優勝、四段。2021年UMC聯電杯快棋争覇戦ベスト8。2022年五段。2023年名人戦ベスト8。
中国囲棋団体戦では、2017年から海峰棋院チームなどで出場、2024年には福建省チームで出場。

### タイトル歴
- 大森杯女子囲棋プロ名人戦 2020年
- 女子囲棋最強戦 2022年

### 他の棋歴
国際棋戦
- 穹窿山兵聖杯世界女子囲碁選手権 2018年ベスト8
- IMSAエリートマインドゲームズ 2017年女子団体戦4位、男女ペア線4位（王元均とペア）
- 天台山森然楊帆杯世界女子囲棋団体選手権戦
  - 2018年 4位（○藤沢里菜、×芮廼偉、×呉侑珍）
  - 2019年 4位（×謝依旻、×金彩瑛、×陸敏全）
- おかげ杯国際新鋭対抗戦 2018年4位、2019年4位

国内棋戦
- 大森杯女子囲棋プロ名人戦 準優勝 2016、2017、2018年、2022年、2023年
- 女子囲棋最強戦 準優勝 2016、2019年
- 中国女子囲棋団体戦
  - 2017年（海峰棋院）2-5
  - 2018年（海峰棋院）4-3
  - 2019年（友士女子宝島）3-3
  - 2020年（友士女子宝島）6-1
  - 2022年（海峰棋院）6-1
  - 2024年（福建博思軟件）5-2